# Rory Grice
Pour les articles homonymes, voir Grice (homonymie).
Pas d'image ? Cliquez ici

a Compétitions nationales et continentales officielles uniquement.

b Matchs officiels uniquement.
Dernière mise à jour le 30 avril 2020.
 (31 octobre 2016).
Rory Grice, né le 2 avril 1990 à Otorohanga (Nouvelle-Zélande), est un joueur de néo-zélandais rugby à XV jouant au poste de troisième ligne centre ou troisième ligne aile à Oyonnax Rugby en Pro D2 depuis 2017.

## Biographie
Rory Grice signe au FC Grenoble pour la saison 2014-2015.
Inconnu du public français à son arrivée, il s'impose très rapidement comme le titulaire en puissance au poste de troisième ligne centre grâce à ses qualités combinant puissance, endurance et technique. Ses performances sont telles qu'il est prolongé jusqu'en 2017 au bout de quatre matchs joués.
Lors de sa deuxième saison dans le club isérois, il confirme tout son potentiel et s'impose comme un des meilleurs numéro 8 du championnat, et son contrat est prolongé jusqu'en 2019,. Sa fin de saison est cependant gâchée par les blessures et une suspension de 9 semaines pour avoir jeté son protège-dent sur l'arbitre lors du match opposant Grenoble à l'Union Bordeaux Bègles le 6 mai 2016.
Le 30 mai 2017, à la suite de la relégation du FC Grenoble en Pro D2, l'US Oyonnax, promu en Top 14, annonce qu'il a paraphé un contrat de deux ans avec le club.
Durant la saison 2022-2023, Rory Grice est le numéro 8 titulaire de son club. Il joue 24 matchs dont 23 en tant que titulaire, et marque 8 essais. Cette saison, Oyonnax termine à la première place de la phase régulière de Pro D2 et se qualifie jusqu'en finale où il affronte Grenoble. Pour ce match, il est titulaire et joue toute la rencontre. Oyonnax s'impose 14 à 3, devient champion de Pro D2 et remonte en Top 14.

## Condamnation pour viol en réunion
En décembre 2024, Rory Grice comparaît avec quatre autres anciens rugbymen du club de Grenoble pour un fait de viol en réunion ayant eu lieu en 2017,. Il est condamné à douze ans de prison.

## Palmarès

### En club
- Oyonnax Rugby
  - Vainqueur du Championnat de France de 2e division en 2023

### En équipe nationale
- Nouvelle-Zélande -20
  - Vainqueur du championnat du monde junior en 2010